# Chiềng Khay
Chiềng Khay là một xã thuộc huyện Quỳnh Nhai, tỉnh Sơn La, Việt Nam.
Xã Chiềng Khay có diện tích 134,79 km², dân số năm 1999 là 4035 người, mật độ dân số đạt 30 người/km².